# Kimber Lockhart
Kimber Lockhart (Ames, 1987) es una programadora estadounidense y directora de tecnología de One Medical Group. Anteriormente,  fue la directora seníor  de Ingeniería de Aplicaciones Web en Box. Antes de uniser a Box, fue cofundadora de Increo, un servicio seguro de revisión e intercambio de documentos a través de internet. Increo fue adquirida por Box en octubre de 2009. Es licenciada en Informática por la Universidad de Stanford.

## Trayectoria
Lockhart es licenciada en Ciencias de la Computación por la Universidad de Stanford. En 2007, durante su tercer año,  comenzó el proyecto de software Increo con Jeff Seibert. El prototipo inicial era IdeaCV, un "motor de retroalimentación de ideas" que creó para un trabajo de clase. El grupo continuó construyéndolo y probándolo a lo largo del año mientras recibía retroalimentación de los usuarios. En mayo de su último año, la idea se había convertido en un concepto más general de "document feedback". El equipo había adquirido suficiente experiencia para graduarse y empezar a recaudar fondos. En junio, se trasladaron a una oficina y Lockhart asumió un rol de desarrollo empresarial que creció hasta convertirse en CEO después de la graduación. La compañía se lanzó en 2008 y fue adquirida por Box por una suma no revelada en octubre de 2009.

## Ponencias
Lockhart ha hablado en diferentes lugares sobre los problemas de las mujeres en el mundo de la tecnología. Aparece en el documental She++ y ha sido la oradora principal en la Women Engineers Code Conference  que se celebra anualmente en la Universidad de Harvard.

## Reconocimientos
Lockhart fue nombrada una de las 25 ingenieras más influyentes en tecnología por el medio digital económico Business Insider.